# Генеральний архів Арагонської Корони
Генера́льний архі́в Араго́нської Коро́ни (ісп. Archivo General de la Corona de Aragón; араг. Archivo d'a Corona d'Aragón; кат. Arxiu General de la Corona d'Aragó) — історичний архів у Барселоні (Іспанія). Сформований на основі архіву Арагонської Корони. Перебуває під керівництвом Міністерства культури та спорту Іспанії. Культурна пам'ятка Європи (з 2007). Також — Барсело́нський королі́вський архі́в (кат. Arxiu Reial de Barcelona).

## Історія

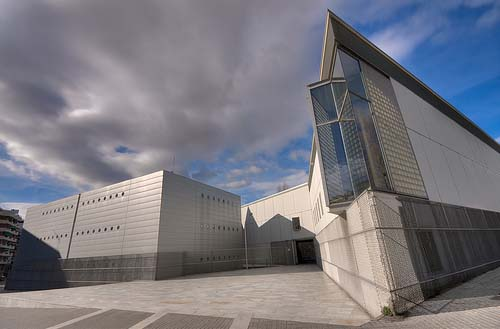
Будівля Генерального архіву Корони Арагону після 1993 року

Архів було засновано 1318 року королем Хайме II як єдиний архів всіх територій Арагонської Корони. Це був єдиний центральний архів Корони у 1318—1348 роках, у якому суди Сарагоси створили Арагонський королівський архів. 1419 року також був створений Валенсійський королівський архів, де були депоновані фонди судів економічного контролю адміністрації королівства й раціонального головного архіву Валенсійського королівства.
Після війни за іспанську спадщину (1701—1714) головою архіву став (1740—1783) Хав'єр Гарма (Javier Garma). Він намагався створити справжній Архів Корони Арагона, що збирав би в Королівських архівах Барселони всі фонди з територій королівської адміністрації колишньої Корони Арагону. Проєкт Гарма надихнув на політику Проспера Бофарулла й Маскара, начальника архіву (прибл. 1814—1849 рр.), і творця нинішнього Генерального архіву корони Арагона.
З 1318 по 1993 роки архів мав управління в Палау дель Ллоктинент, частини Палау Reial Major (Королівський палац у Барселоні). Відтоді архіву була частково передана будівля на вулиці Almogàver. Сьогодні архів розташований у двох місцях: в історичному палаці для протокольних заходів, виставок і курсів, і в новому для досліджень і зберігання.
20 січня 2007 року президенти Каталонії Хосе Монтілья, Арагону Марселіно Іглесіасом, Валенсії Франсиско Камсом і Балеарських островів Хауме Матаса, а також міністр культури Кармен Кальво Пойято створили Опікунську раду. (кат. Patronat de l'Arxiu de la Corona d'Aragó), (ісп. Patronato del Archivo de la Corona de Aragón) у палаці лейтенанта в Барселоні.

## Перші документи

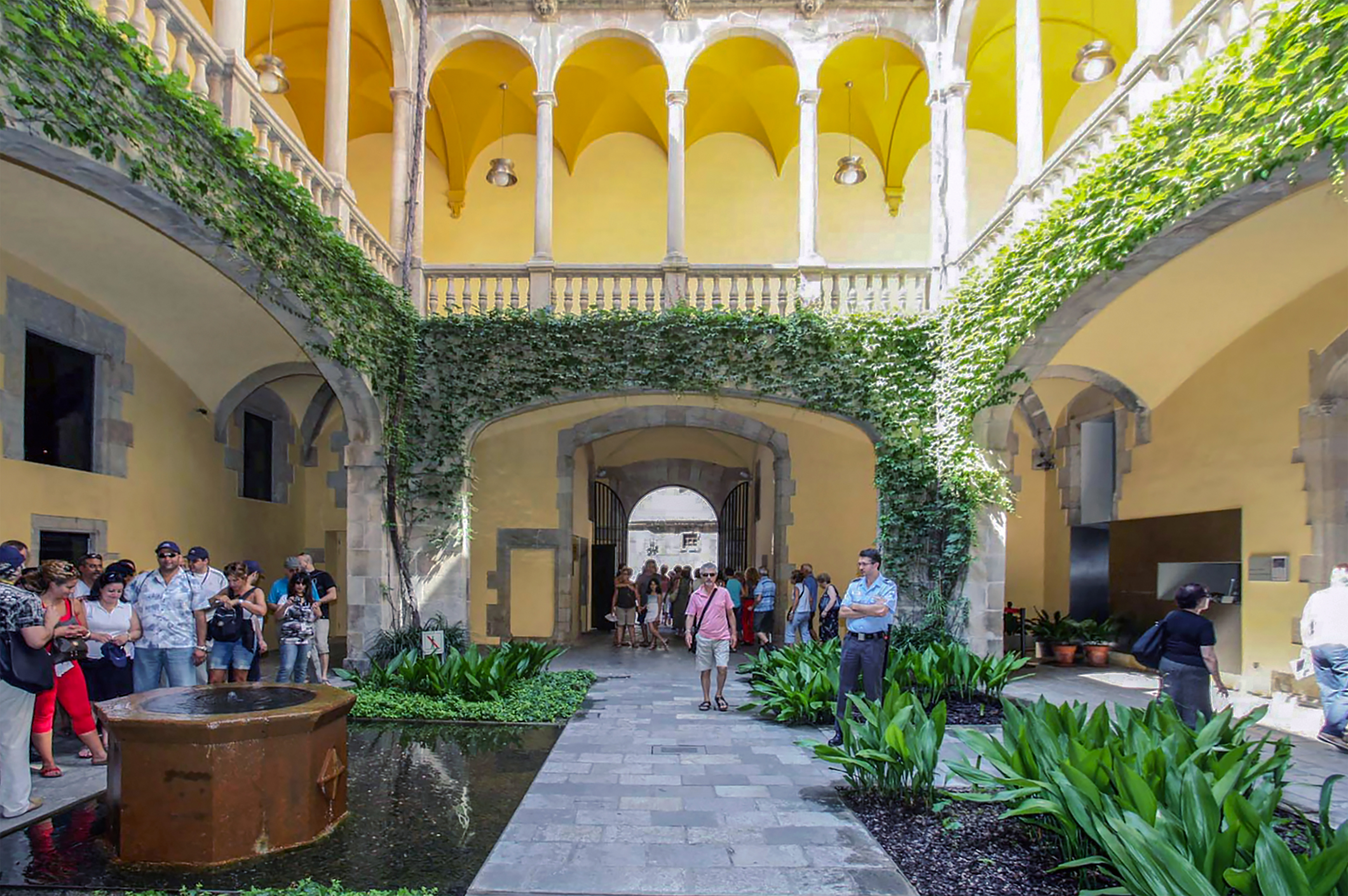
Внутрішній двір Палау дель Ллоктинент

Першими документами архіву були колекції сувоїв із канцелярії перших графів Барселони й королів Арагона. Королівський архів уперше був згаданий 25 жовтня 1180 року. 1194 року король Альфонсо II Арагонський замовив збірник документів із королівського архіву, що мали законну силу й могли бути корисні для прав Корони, Рамону де Кальдес (юристу), декану кафедрального собору Барселони. Результатом став Liber feudorum maior. Сам Рамон де Кальдес сказав, що збірник був нескладним. Завдяки цьому зібранню сьогодні відомо про понад тисячу документів, найстаріші з яких належать до IX століття.
Ці ранні згадки не означають, що вже на той час архів був відсортований. Однак існують свідчення про кілька каталогізованих списків, що могли бути географічно розподілені. Перша згадка про реальне сховище документів датується 1255 роком. Це сховище було розташоване в монастирі Санта-Марія-де-Сіхена, а потім — у географічному центрі Корони.
При Хайме I Арагонському зросло використання паперу, завдяки чому зросла швидкість виробництва документів. Це послужило початком записів королівської канцелярії.